# Clivus Scauri

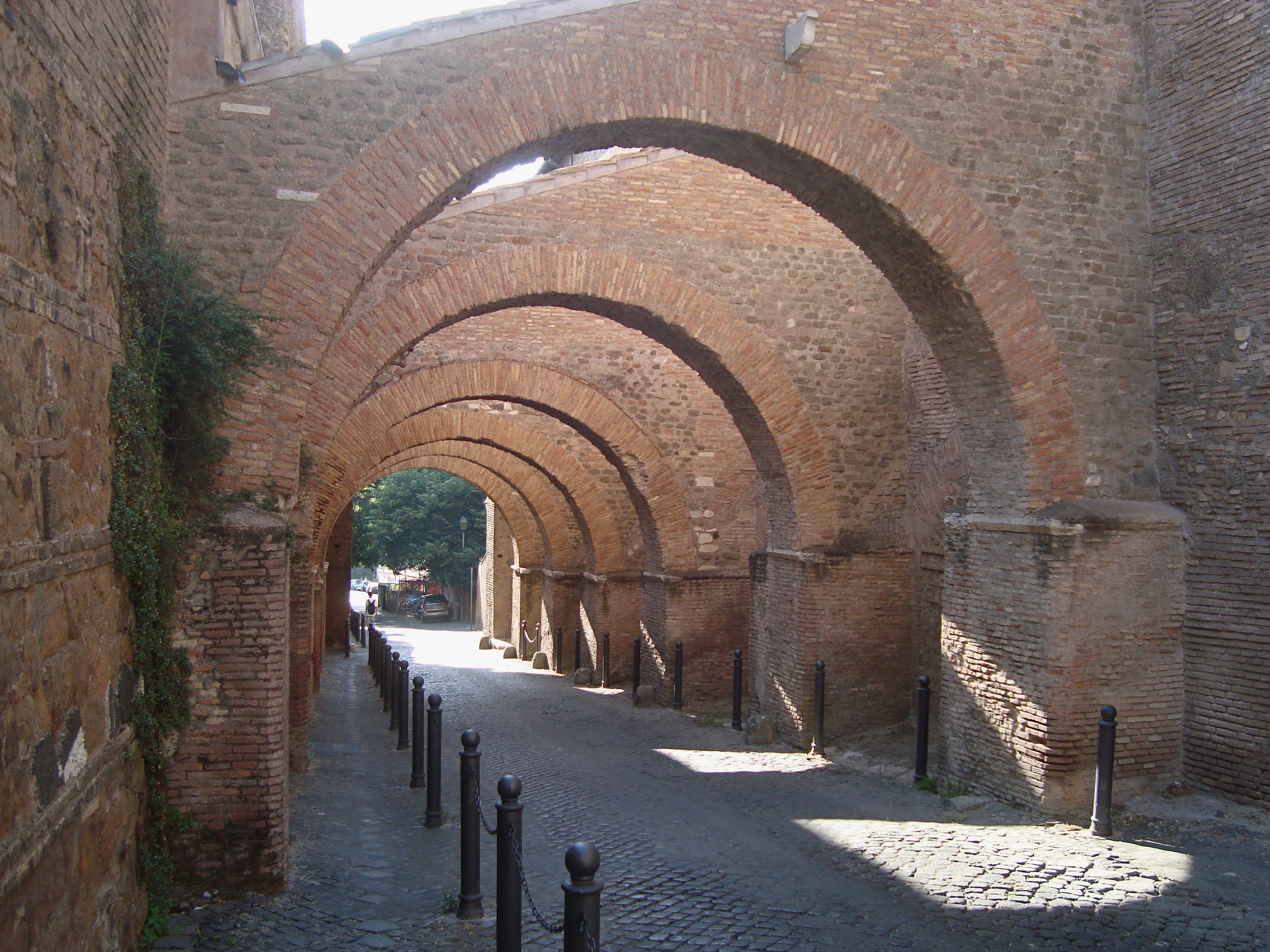
Средневековые арки

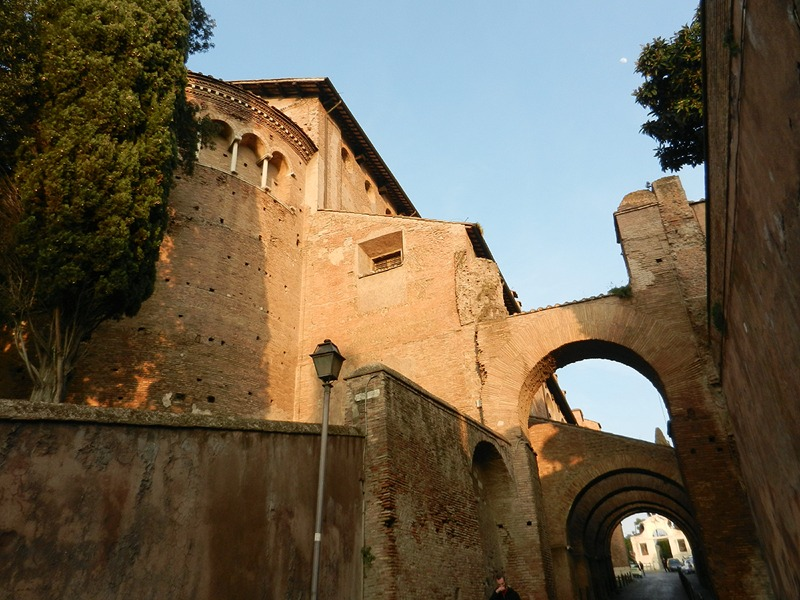
Соединение арок и фасадов римских инсул (сегодня часть стены базилики Санти-Джованни-э-Паоло)

Clivus Scauri (Clivo di Scauro) — древнеримская дорога, сохранившаяся до сих пор на римском холме Целии. Clivus Scauri соединяла Большой Цирк с Колизеем вдоль прохода между Палатинским и Целийским холмами.
Дороги, ведущие из долины на римские холмы и пригодные для движения повозок были немногочисленны, и назывались — clivus («подъем») и имели вид примерно современных дорог. Так известны таких дорого как Clivus Palatinus, Clivus Suburanus и другие.
Дорога проходит по восточной стороной Целия, вплоть до его вершины, которая сегодня известна как Piazza della Navicellа, начинается в церкви Сан-Грегорио-аль-Целио и проходит вдоль стороны и базилики святых Иоанна и Павла. Дорога сохранила прежнее название только на первом отрезке дороги, затем следуя по склону название сегодня — Виа-ди-Сан-Паоло-делла-Кроче. Дорога предположительно сохранила древний вид, с некоторыми участками, окруженными домами со времен Римской империи, и большие части фасадов. Справа напротив Пьяцца Санти Джованни и Паоло находятся кирпичные остатки III века, состоящие из ряда taberna (небольших магазинов) со следами второго этажа. На площади, у основания колокольни, находятся руины Храма Божественного Клавдия. Последний участок дороги ведет к Porta Caelimontana.
Название улицы встречается в документах VI и X веков, но, вероятно, улица является античной. Вероятно, название пошло от члена семьи Aemilia Scauri, возможно, Марка Эмилия Скавра.